# Gedo
Gedo je správní region v Somálsku. Nachází se ve vnitrozemské části státu, hraničí na západě a severozápadě s Keňou (kraje Mandera a Wajir), na severu s Etiopií (Somálský stát), na východě s regiony Bakool a Bay, na jihovýchodě se Střední Džubou a na jihu s Jižní Džubou.

## Obyvatelstvo
Region Gedo patří k největším v Somálsku, má rozlohu 85 389 km² a žije v něm okolo 3,8 milionu obyvatel. Administrativním centrem je Garbahare (asi 50 000 obyvatel) a největším městem je Bardera (asi 150 000 obyvatel). Většina obyvatel patří ke klanu Marehan, žije zde také bantuské etnikum Gabaweyn.

## Geografie
Většinu území zaujímá Somálská planina, nejvyšší horou je Humbaale (614 m n. m.). Hlavními řekami jsou Džuba a Dawa. Obyvatelé se věnují převážně pastevectví (velbloudi, ovce, kozy, koně) a zemědělství (kukuřice, čirok, sezam, brambory), okolí Bardery je hlavním producentem ovoce a zeleniny v Somálsku. Vzhledem ke své příhraniční poloze žije region také z obchodu. Ve městě Bardera sídlí univerzita Jamaacada Gedo, založená v roce 2008. Index lidského rozvoje má hodnotu 0,318 (rok 2017).

## Historie
Z Geda pocházel dlouholetý vládce Somálska Muhammad Siad Barre. Po jeho svržení nastala občanská válka v Somálsku, v níž oblast ovládli radikální islamisté, které v roce 1999 vyhnala etiopská armáda. Region Gedo je od roku 2011 formálně pod kontrolou autonomního státu Jubaland, o nadvládu však jednotky somálské vlády bojují s džihádistickými milicemi aš-Šabáb. Hlavní fáze bojů proběhla v letech 2011 a 2012, ale k menším srážkám dochází i nadále. V oblasti se pohybuje značné množství vnitřních uprchlíků a většina obyvatel trpí nedostatkem potravin a pitné vody.

## Galerie

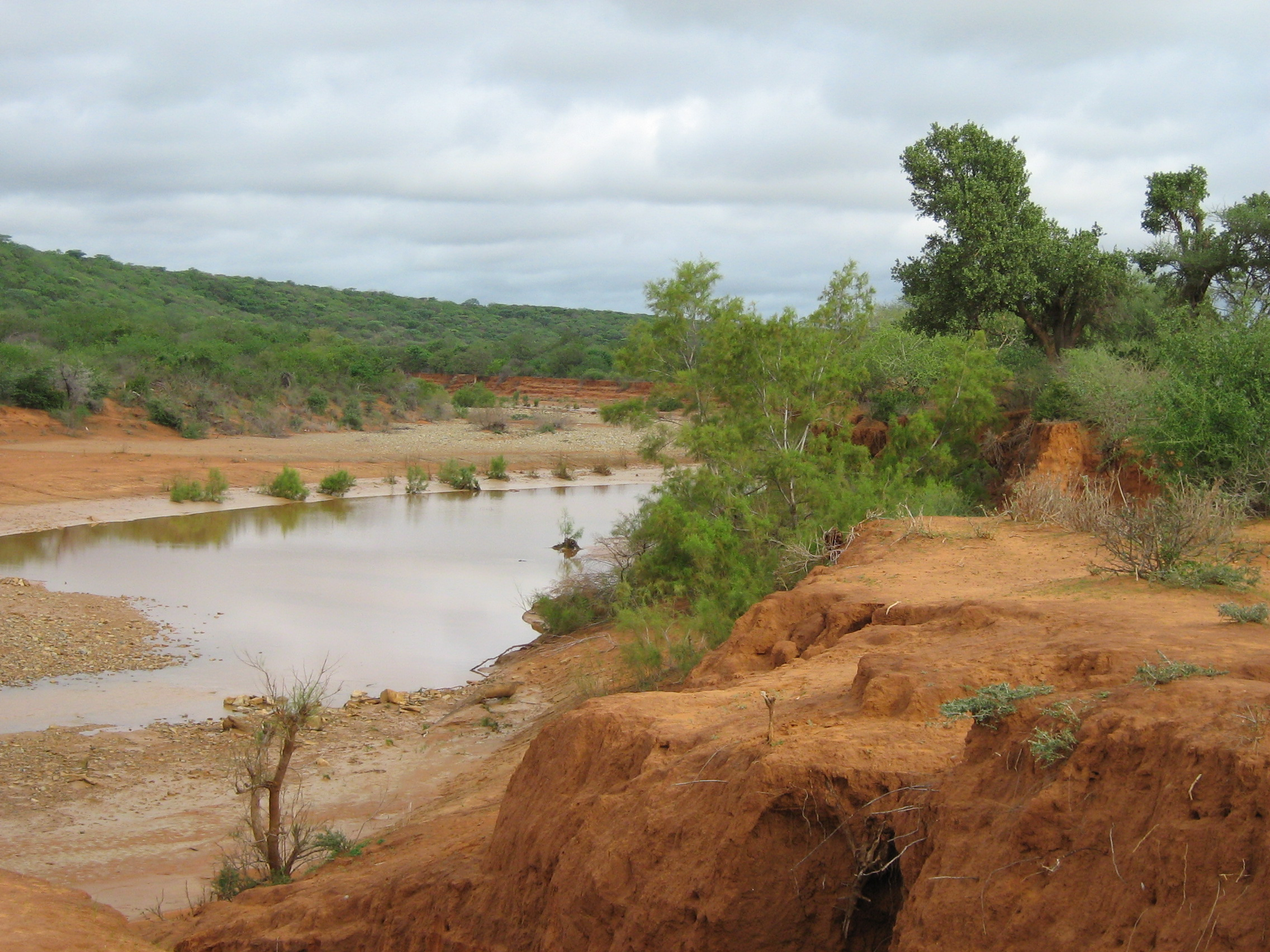
Údolí Jerdaani
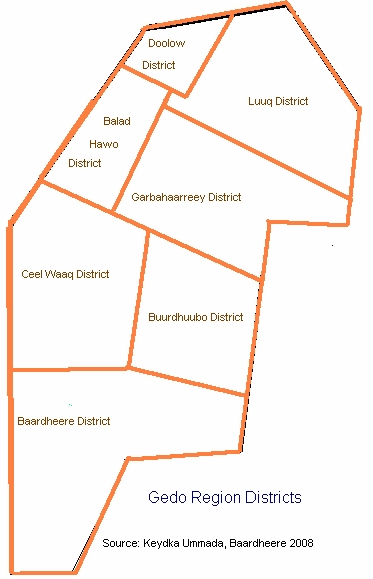
Rozdělení regionu na okresy
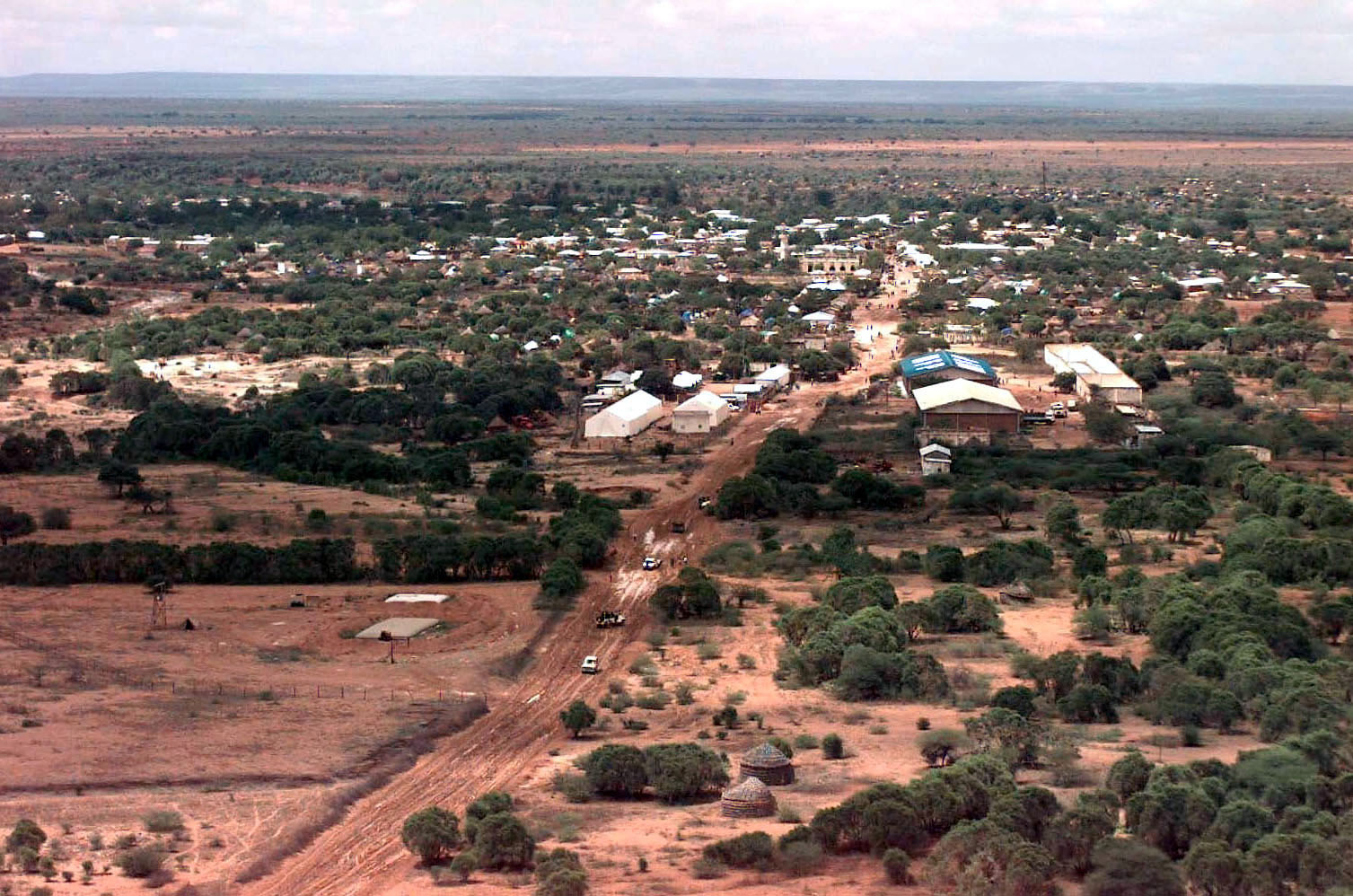
Letecký pohled na Barderu